# Fundación Andaltec I+D+i
La Fundación Andaltec I+D+i o simplemente Andaltec es el centro tecnológico del plástico técnico de Andalucía, con sede en Martos, en la provincia de Jaén (España). Se trata de una entidad privada sin ánimo de lucro, creada por iniciativa de 29 empresas y entidades, entre las que se encuentran instituciones andaluzas, provinciales y locales, así como las principales empresas del Sector del Plástico en Andalucía. Está inscrito en el registro de agentes del Sistema Andaluz del Conocimiento, y asociado a la Red de Espacios Tecnológicos de Andalucía (RETA).
Se trata del centro tecnológico más grande de todo el sur de Europa en temas de innovación para el plástico y ofrece servicios tecnológicos avanzados, desarrollo de proyectos de I+D+I tanto nacionales como internacionales y formación especializada con objeto de impulsar el avance del sector del plástico y afines.

## El centro
La sede de Andaltec está compuesta por un complejo de 12.000 metros cuadrados de superficie construida; formado por dos edificios conectados entre sí, aparcamientos y zonas ajardinadas. Las instalaciones están distribuidas de la siguiente manera.

### Edificio 1
Se trata del edificio principal del centro, donde se encuentran las oficinas y cuenta con una superficie de 4.200 metros cuadrados. Se trata de un edificio de dos plantas con un diseño vanguardista y dispone de los siguientes servicios:
- Área de exposiciones para presentaciones de proyectos y productos.
- Aulas de formación homologadas.
- Oficina para el personal de desarrollo de proyectos I+D+I.
- Oficina de ingeniería para la actividad de simulaciones y CAD.
- Laboratorio físico-químico.
- Laboratorio de metrología dimensional.
- Áreas dedicadas a ser vivero de empresas de I+D, en las que las empresas de base tecnológica podrán disponer de un entorno óptimo para iniciar su actividad.
- Auditorio con capacidad para 168 plazas para la celebración de jornadas o eventos.

### Edificio 2
Se trata de un edificio tipo nave industrial y destinado a fabricación y laboratorios de experimentaciones con maquinaria pesada. Cuenta con una superficie de 6.600 metros cuadrados, distribuidos en dos plantas y dispone de los siguientes servicios:
- Laboratorios de inyección y extrusión de plásticos.
- Zona destinada a planta experimental de pruebas piloto.
- Taller de fabricación de prototipos, así como talleres para acabado superficial: arenado, pintura y metalización.
- Laboratorio de simulación de impactos de peatones sobre vehículos para mejorar la seguridad de los mismos.
- Laboratorios de experimentación lumínica.

## Servicios
Entre los servicios ofrecidos se pueden destacar los siguientes ámbitos de aplicación:
- Realización de proyectos I+D+I sectoriales o específicos para empresas así como la resolución de necesidades y consultas tecnológicas e industriales a empresas y organismos públicos.
- Búsqueda de aplicaciones industriales a residuos termoplásticos, elastómeros, termoestables y polímeros.
- Formación personalizada a empresas e instituciones públicas.
- Fabricación rápida de prototipos y maquetas.
- Diseño de piezas
- Metrología
- Ensayos de procesos
- Ensayos físico-químicos